# Nel silenzio splende/Mi manchi
Nel silenzio splende/Mi manchi è un singolo di Gianni Morandi, pubblicato nel 1984.
Dopo il grande rilancio nei primi anni ottanta, Morandi prosegue il suo rinnovamento con l'album Immagine italiana, prodotto da Alessandro Blasetti e Al Garrison, su arrangiamenti di Michele Santoro.
Il singolo di lancio, Nel silenzio splende, è scritto da Giancarlo Bigazzi, mentre il brano presente sul lato b, Mi manchi, è firmato da Mimmo Cavallo..
Il brano viene inciso nello stesso anno da Milva e inserito nell'album Corpo a corpo nel 1985, con un testo leggermente diverso rispetto a quello di Morandi.

## Tracce
Lato A
1. Nel silenzio splende – 4:15 (Giancarlo Bigazzi)

Durata totale: 4:15
Lato B
1. Mi manchi – 4:30 (Mimmo Cavallo)

Durata totale: 4:30